# Jonathan Marks
Pour les articles homonymes, voir Marks.
Jonathan Clive Marks, baron Marks de Henley-on-Thames, (né le 19 octobre 1952) est un avocat britannique et pair à vie libéral démocrate à la Chambre des lords.

## Biographie
Marks fait ses études à la Harrow School et au University College d'Oxford.
Il est admis au barreau par Inner Temple en 1975. Au cours des années 1980 et au début des années 1990, il est conférencier invité en plaidoyer à l'Université de Malaya, à Kuala Lumpur, à l'Université de Maurice et au Sri Lanka Law College. Il est nommé Conseiller de la reine en 1995 et continue à exercer la profession d'avocat. Il est Freeman de la City de Londres depuis 1975 et est membre de la Worshipful Company of Pattenmakers.
Marks rejoint le Parti social-démocrate dès sa fondation en 1981. Il se présente à Weston-super-Mare aux élections générales de 1983 et Falmouth et Camborne aux élections générales de 1987 ainsi qu'à Cornwall et Plymouth aux élections européennes de 1984.
Après la création des libéraux démocrates, Marks est membre du comité du parti pour l'Angleterre en 1988–1989. Il est membre du Comité des politiques fédérales de 2004 à 2015 et président de l'Association des avocats libéraux démocrates de 2001 à 2007.
Il est créé pair à vie avec le titre de baron Marks de Henley-on-Thames, de Henley-on-Thames dans le comté d'Oxfordshire, le 11 janvier 2011. Il siège au Comité mixte du projet de loi sur la diffamation et pendant trois ans au Comité des pouvoirs délégués et de la réforme de la réglementation de la Chambre des lords. En 2012, il est nommé porte-parole libéral démocrate sur la justice à la Chambre des lords et en 2015, il est nommé secrétaire libéral démocrate fantôme à la Justice. Il demeure en poste en tant que porte-parole libéral démocrate sur la justice et s'exprime régulièrement sur les questions de justice. Il est le parrain d'un projet de loi d'initiative parlementaire visant à donner des droits aux couples cohabitants en cas de rupture de relation et d'intestat, le projet de loi sur les droits de cohabitation (Projet de loi sur le droit à la cohabitation [HL]).

## Vie privée
Marks est marié à Medina Marks et a sept enfants. La famille vit près de Henley-on-Thames dans l'Oxfordshire.